# Laboration

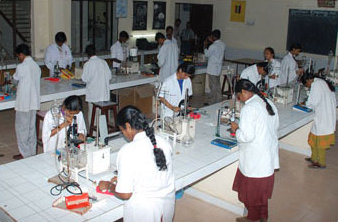
Laboration i mikrobiologi.

Laboration är ett praktiskt experiment i forskning, teknisk analys eller undervisning, ofta utfört i ett laboratorium.
Laborationer kan bland annat utföras i fysik, kemi, biologi och beräkningsteknik.